# Normativa espanyola sobre estabilitat pressupostària
La normativa espanyola sobre estabilitat pressupostària són els conjunt de normes jurídiques emanades de l'Estat espanyol en tots els seus nivells que regulen l'estabilitat dels pressupostos públics. Aquestes normes van aparèixer el 2001.

## Normativa
Llei d'Estabilitat Pressupostària i la seua complementària
Versions:
- Llei 18/2001 amb la Llei orgànica 5/2001 (lleis inicials)
- Llei 15/2006 amb la llei orgànica 3/2006 (primera reforma)
- Llei 2/2012

Constitució, art. 135.1

## Desenvolupament
L'antecedent a la normativa que regula l'estabilitat pressupostària foren els Escenaris de Consolidació Pressupostària de 1992-1996. El Pacte d'Estabilitat i Creixemento (PEC) de 1997 va establir els Wllindars màxims del del 3% del PIB per al dèficit públic, el 60% del PIB per al deute i la condició de presentar una situació pressupostària pròxima a l'equilibri o amb superàvit”.
La norma primera fou la Llei d'Estabilitat Pressupostària (Llei 18/2001, de 12 de desembre, General d'Estabilitat Pressupostària) i la seua complementària (Llei Orgànica 5/2001, de 13 de desembre). Aquestes lleis foren reformades el 2006 (Llei 15/2006, de 26 de maig, de reforma de la Ley 18/2001, de 12 de desembre, General de Estabilidad Presupuestaria i la Llei Orgànica 3/2006, de 26 de maig, de reforma de la Llei Orgànica 5/2001, de 13 de desembre) i el 2012 (Llei Orgànica 2/2012, de 27 d'abril, d'Estabilitat Pressupostària i Sostenibilitat Financera).
El 2005 el PEC va ser modificat "per a posar més atenció a la sostenibilitat del deute i a l'objectiu de dèficit en el cicle econòmic".
Amb l'entrada en vigor el 2007 de la Llei d'estabilitat pressupostària de 2006, aquesta no es va poder aplicar durant un llarg període per afectar els pressupostos de l'exercici 2008 i posteriors i per començar a afectar la crisi econòmica espanyola de 2008, activant-se els estabilitzadors automàtics i les primeres mesures per tractar de frenar la crisi.
S'aprovà la llei estatal 2/2011, de 4 de març, d'Economia Sostenible que regulava també la sostenibilitat pressupostària de les finances públiques. També es va aprovar el Reial Decret llei 8/2011 que limitava la despesa a l'Administració General de l'Estat i els organismes que en depenen d'ell.
La llei d'estabilitat pressupostària de 2012 provení de la normativa de la Unió Europea sobre l'estabilitat pressupostària i altres assumptes econòmics (Tractat d'Estabilitat, Coordinació i Gobernança a la Unió Econòmica i Monetària) portà la reforma de la Constitució.
L'estabilitat pressupostària arribà a un nivell normatiu molt alt amb la reforma de la Constitució feta el setembre de 2011 de l'art. 135.1, establint que «totes les Administracions Públiques adequaran les seues actuacions al principi d'estabilitat pressupostària». Este mandat constitucional va ser conseqüència d'un compromís amb que es va involucrar Espanya amb els socis de la Unió Europea.
Des del 2008 les Comunitats Autònomes han incomplit l'estabilitat pressupostària, segons constata Leal Marcos & López Laborda (2015, p. 54).
Fuente (2013, p. 12) conclou a partir d'analitzar les dades de les finances autonòmiques que la Llei d'Estabilitat Pressupostària del 2006 (vigent fins al 2012) va ser un fracàs a nivell macroeconòmic car no serví per a moderar la despesa durant els períodes de boom perquè es limitava a enunciar l'objectiu d'equilibri pressupostari en terme mitjà al llarg del cicle, pero no introduía límits operatius a la despesa any per any, amb el que el compliment de l'objectiu es deixava a una autodisciplina de les comunitats autònomes que, en la majoria dels casos, ha brillat per la seua absència.
A més, aquesta situació es va fer més greu perquè el govern central va tractar d'impedir que els ingresos via tributs de les comunitats autònomes no caigueren amb entregues que "cabria considerar descabellat" durant els dos primers anys de la crisi.
La llei d'estabilitat pressupostària de 2012, considera Fuente (2013, p. 12-13) en previsió, hauria de suposar més disciplina a les comunitats autònomes impedient que la despesa augmentara considerablement i alhora podria implicar que les comunitats autònomes no tinguen els instruments requerits per a aïllar la despesa de manera òptima. Fuente (2013, p. 13) també assenyalà que la nova llei compta amb el problema tècnic d'utilitzar un concepte no mesurable de manera directa que és dèficit estructural.
El Reial Decret-Llei 14/2012, de 20 d'abril, modificà la Llei Orgànica d'Universitats, imposant a les universitats públiques el principi d'estabilitat financera.